# Photoaffinitätsmarkierung
Eine Photoaffinitätsmarkierung ist eine biochemische Methode zur Molekülmarkierung durch einen UV-Licht-aktivierten Label-Transfer oder eine Vernetzung eines Moleküls nach Bindung eines anderen Moleküls in vivo oder in vitro.

## Prinzip

Diazirine

Proteine und andere Moleküle binden mit einer jeweils bestimmten Affinität an andere Moleküle. Die Photoaffinitätsmarkierung verwendet photoreaktive Moleküle (z. B. Arylazide, Diazirine) als eine der reaktiven Gruppen eines Vernetzers bei Proteinen, um den Zeitpunkt der Vernetzung besser steuern zu können, da die Vernetzung erst mit einer UV-Bestrahlung ausgelöst wird. Aus Arylaziden entstehen bei UV-Bestrahlung reaktive Nitrene, aus Diazirinen reaktive Carbene. Aufgrund der geringeren Selektivität der radikalischen Vernetzer wird oftmals die Funktionsfähigkeit des Proteins durch Reaktion des radikalischen Vernetzers mit wichtigen Funktionen (z. B. ein aktives Zentrum oder eine Bindungsstelle) gemindert. Daher werden photoreaktive Vernetzer meistens eingesetzt, wenn keine oder nur eine Amin- oder Sulfhydrylgruppe zur selektiven Vernetzung zur Verfügung steht oder eine anschließende Funktionsfähigkeit unerheblich ist. Der Vernetzer kann dabei anschließend selektiv spaltbar sein oder zur erleichterten Identifikation noch weitere signaltragende Teile (Reportermoleküle) enthalten, z. B. radioaktive Isotope oder Fluorophore. Durch Zugabe von Radikalfängern kann die affine Bindung des Vernetzers überprüft werden.
Es existieren auch photoreaktive Diazirin-enthaltende Analoga der Aminosäuren Leucin (Photo-Leucin), Methionin und p-Benzoyl-Phenylalanin, die bereits während der Translation in vivo in das Protein eingebaut werden können. Die Aminosäurederivate werden per metabolischer Markierung durch Fütterung mit den photoreaktiven Aminosäurederivaten und erniedrigten Konzentrationen der jeweiligen unmodifizierten Aminosäure erzeugt. Die Proteincharakterisierung erfolgt meistens durch Massenspektrometrie, Western Blot oder Proteinsequenzierung.
Bei der Entwicklung einer Photoaffinitätsmarkierung ist die chemische Stabilität der Reportermoleküle bei der Kopplung an die photoreaktive Gruppe ein Entwicklungsziel.

## Geschichte
Die Photoaffinitätsmarkierung wurde 1962 von Frank Westheimer entwickelt. Ab 1969 wurden Arylazide zur Markierung von Antikörpern verwendet.